# Diplotoxa tasmaniensis
Diplotoxa tasmaniensis är en tvåvingeart som beskrevs av Malloch 1927. Diplotoxa tasmaniensis ingår i släktet Diplotoxa och familjen fritflugor. Inga underarter finns listade i Catalogue of Life.